# Stéphane Mifsud
Stéphane Mifsud é um mergulhador francês nascido em 13 de agosto de 1971 em Istres (Bouches-du-Rhône). Sua capacidade pulmonar é de 10,5 litros. Ele é 5 vezes campeão mundial de apneia estática.

## Melhores marcas
- Apneia estática: 11 minutos e 35 segundos em 8 de junho de 2009 (Recorde mundial) [1]
- Apneia dinâmica sem barbatanas - 131 m
- Apneia dinâmica com barbatanas - 213 m